# Yves Deprez
Yves Deprez – belgijski kierowca wyścigowy.

## Kariera
Deprez rozpoczął karierę w międzynarodowych wyścigach samochodowych w 1964 roku od startów we Francuskiej Formule 3, gdzie jednak nie zdobywał punktów. W późniejszych latach Belg pojawiał się także w stawce Formuła 3 Prix de Paris, European Touring Car Championship oraz 24-godzinnego wyścigu Le Mans.